# 佩洪科
10°13′42″N 2°00′07″E / 10.22833°N 2.00194°E

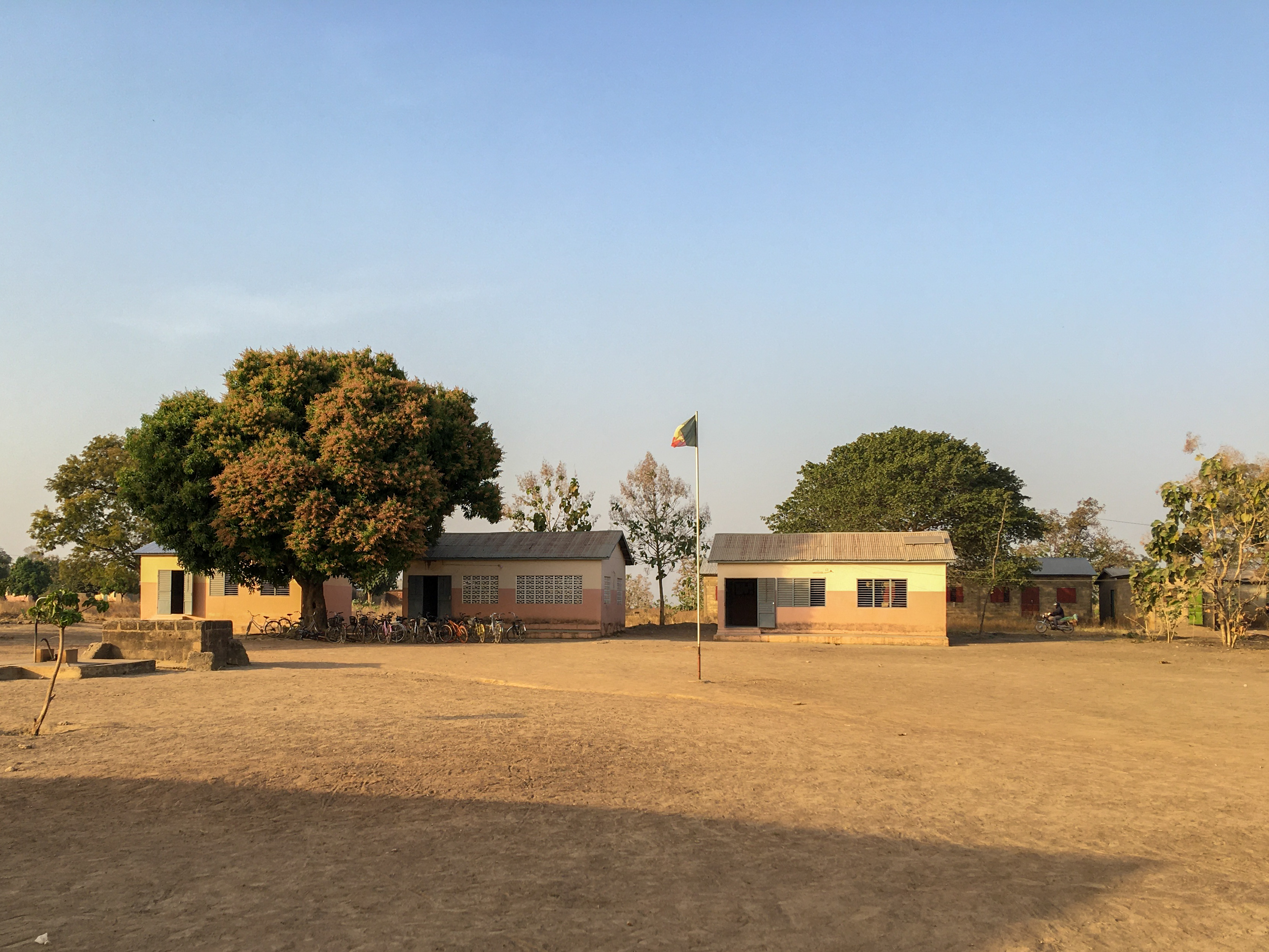
佩洪科

佩洪科（法語：Péhunco）是貝寧的城鎮，位於該國西北部，由阿塔科拉省負責管轄，面積1,900平方公里，主要農產品有穀物、塊莖、棉花和腰果，2013年人口78,217，人口密度每平方公里41人。